# Terminus (dernier arrêt)
Pour les articles homonymes, voir Terminus.

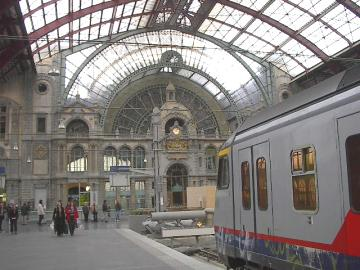
Gare d'Anvers-Central.

Le terminus est la dernière gare ou le dernier arrêt sur une ligne de transport en commun (bus, métro, tramway, train) ; les voyageurs qui ne sont pas descendus à l'une des stations précédentes sont contraints de descendre à cet arrêt.

## Caractéristiques
- Train : dans le cas d'une gare en impasse, les voies s'arrêtent devant des heurtoirs, et les trains rebroussent pour quitter cette gare (desserte « en tiroir »). Pour une gare « de passage », le terminus est donc plus commercial que technique.

- Métro ou tramway : le système en « tiroir » est le plus utilisé, même si celui des boucles de retournement existe sur certains réseaux (par exemple, les lignes du tramway de Bâle).

- Bus : les bus effectuent un demi-tour sur un emplacement prévu en retrait de la circulation. Il est possible, dans certains centres urbains, que ce retournement se réalise en contournant un îlot de bâtiments, ce qui a pour effet de créer des points d'arrêt desservis en sens unique autour de ce même terminus.

Lorsque certaines lignes sont dites « directes », les trajets se font de terminus à terminus, c'est-à-dire qu'il ne comporte pas ou peu d'arrêts intermédiaires. D'autres, dites « circulaires », n'ont qu'un seul terminus, parfois aucun d'un point de vue commercial (on parle alors exclusivement de « terminus technique »).

## Exploitation
Le terminus est, de ce fait, le point désigné où chaque conducteur ou machiniste réalise une fois son véhicule immobilisé, un temps de pause déterminé. C'est à l'issue de ce laps de temps qu'intervient la reprise de son service sur une même ligne, cette fois dans le sens inverse.
Il constitue habituellement lors de l'ouverture matinale du réseau, le premier point de montée des voyageurs dans les véhicules. C'est en soirée que ce même point devient par opposition celui de la descente des derniers voyageurs, avant sa fermeture nocturne.
Lorsque le dépôt d'attache d'une ligne n'est pas situé après l'un des deux (ou plus) terminus de la ligne, aux heures de rentrée au dépôt (très souvent après les heures de pointe du matin et celles du soir), les véhicules effectuent des « services partiels » (par opposition à service « complet » désignant un service qui termine au dernier arrêt de la ligne) s'arrêtant à l'arrêt pouvant servir de terminus le plus proche du dépôt.